# كولن كامبل (سياسي أسترالي)
كولن كامبل (بالإنجليزية: Colin Campbell)‏ هو سياسي أسترالي، ولد في 21 يناير 1817، وتوفي في 1903. انتخب عضو المجلس التشريعي الفيكتوري عن دائرة Electoral district of Polwarth, Ripon, Hampden and South Grenville ‏ (نوفمبر 1856 – أغسطس 1859) وانتخب عضو الجمعية التشريعية فيكتوريا عن دائرة Electoral district of Ripon, Hampden, Grenville and Polwarth ‏ (10 مايو 1854 – 1 مارس 1856).